# Širó Kikuhara
Širó Kikuhara (* 7. červenec 1969) je bývalý japonský fotbalista.

## Klubová kariéra
Hrával za Verdy Kawasaki, Urawa Reds.

## Reprezentační kariéra
Širó Kikuhara odehrál za japonský národní tým v roce 1990 celkem 5 reprezentačních utkání.

## Statistiky
| Japonsko | Japonsko | Japonsko |
| Roky     | Záp.     | Góly     |
| -------- | -------- | -------- |
| 1990     | 5        | 0        |
| Celkem   | 5        | 0        |